# Cris Morena Group
Die Cris Morena Group ist ein privates Unternehmen aus Buenos Aires in Argentinien, das 2002 von María Cristina De Giacomi (kurz: Cris Morena) gegründet wurde und sich auf Fernsehproduktionen, Merchandising, Musik und Konzerte spezialisiert hat.

## Gründungsgeschichte
Das Unternehmen wurde 2002 von Cris Morena, die seit 1991 in mehreren, vor allem in Lateinamerika bekannten Theaterstücken und Serien mitgewirkt hat, gegründet. Während andere von ihr gegründete Unternehmen sich auf ein spezielles Gebiet spezialisiert haben, produziert die Cris Morena Group nicht nur Fernsehserien, sondern unter anderem auch Tonträger, Zeitschriften, Musicals und Theaterstücke. 
Die Produktionen des Unternehmens, wie Rebelde Way, Floricienta oder Chiquititas, sind teilweise weltweit erfolgreich.
Bei allen Produktionen wird das Unternehmen von RGB International unterstützt. Morenas Ex-Ehemann Gustavo Yanklevich war dort einige Zeit der Geschäftsführer. Bei Rebelde Way und Rincon da Luz wurden beide Unternehmen vom israelischen Konzern Dori Media International unterstützt.
Die Cris Morena Group ist verantwortlich für die Umsetzung der Produktionen, während RGB sich im geschäftlichen und finanziellen Gebiet spezialisiert hat.

## Produktionen

### Serien
- 1995–2001: Chiquititas
- 2002–2003: Rebelde Way
- 2004–2005: Floricienta
- 2005: Amor Mio
- 2006: Alma Pirata
- 2007–heute: Casi Angeles
- 2008: B&B: Bella y Bestia
- 2009: Jake & Blake

### Filme
- 2001: Chiquititas: Rincon da Luz
- 2004: Erreway: 4 Caminos

### Musik
Cris Morena, die 1980 ihre musikalische Karriere als Pianistin begann, schrieb mehrere Texte zu Filmen, darunter Memoria und Tiempo von Erreway. Des Weiteren hat sie bereits über 500 Songs komponiert, die unter den jungen Erwachsenen in Argentinien und Lateinamerika höchste Bekanntheit erhalten. Sie arbeitete mit den kommerziell erfolgreichsten Bands des Landes zusammen, wie Bandana (aufgelöst), Erreway (Label gewechselt) und Teen Angels.